# Kanapé

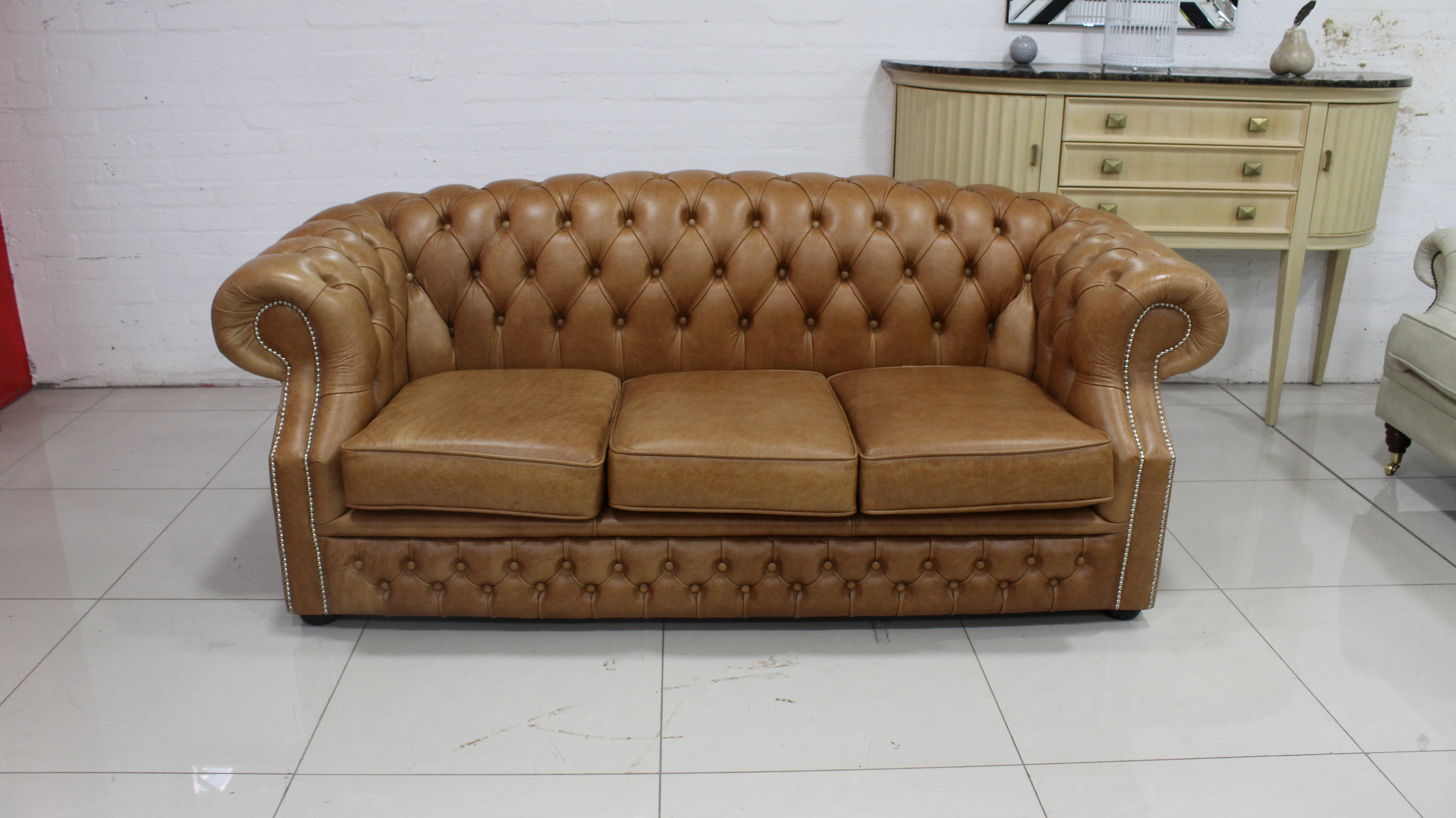
Bőr kárpitozású, tradicionális Chesterfield kanapé

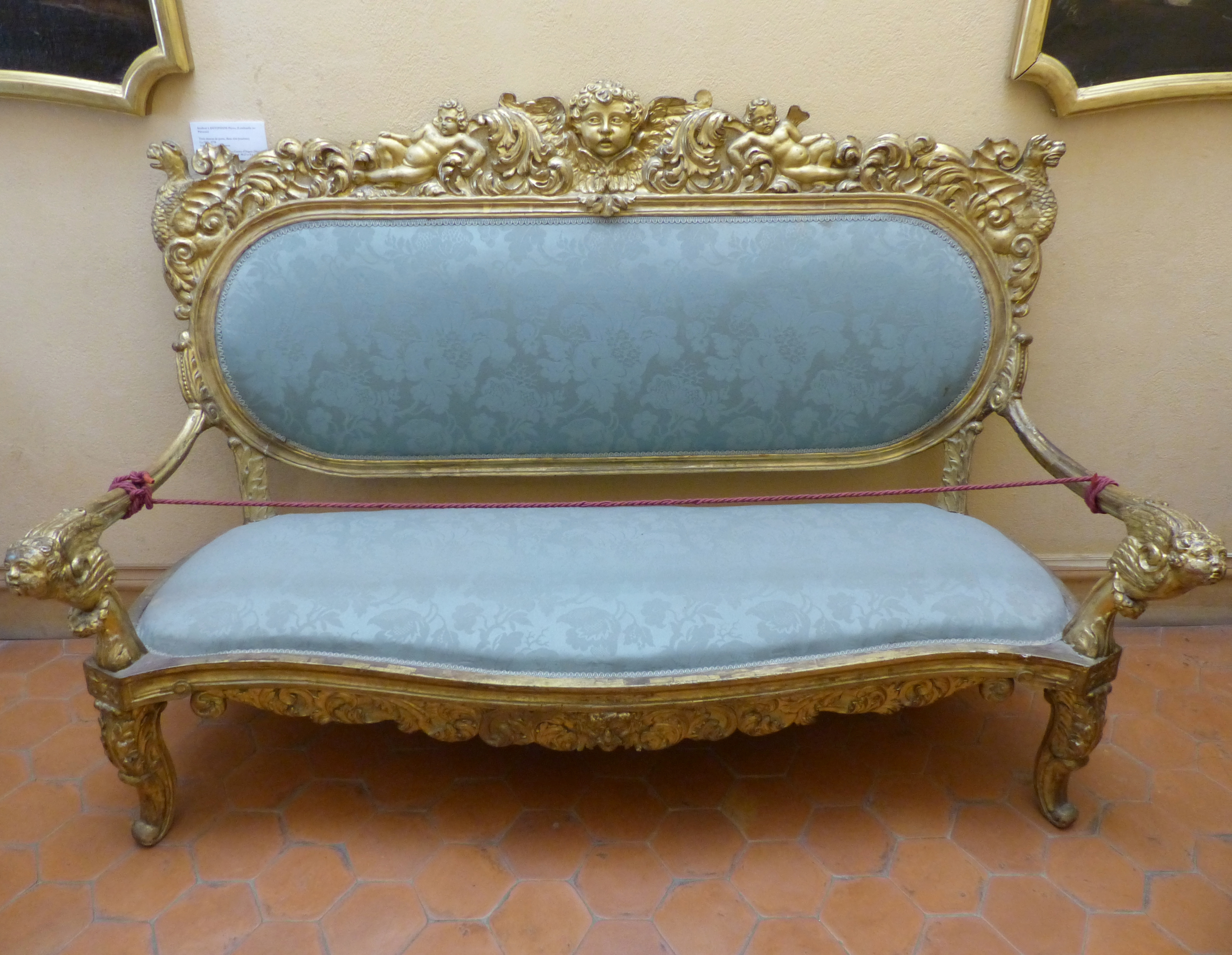
Barokk kanapé, Palais Lascaris, Nizza

A kanapé  háttámlával és karfákkal ellátott széles, kárpitozott ülőbútor, legalább két személy részére. A canapé francia eredetű szó.

## Elnevezése
A magyar nyelv a német Kanapee szót vette át, mely alapja a latin canopeum (baldachin, azaz mennyezetes ágy). Ez a görög kónópeion (szúnyoghálós ágy) szóra vezethető vissza, mely forrása a kónóposz, azaz szúnyog. Szinonímái: szófa, pamlag, dívány, kerevet.

## Leírása
Huzata lehet textil, műbőr, valódi bőr, esetleg velúr. Vannak kanapék, melyek úgynevezett fekvőfotellel rendelkeznek. Ez azt jelenti, hogy az ülőfelület egy bizonyos része meg van nyújtva, oda a lábakat lehet föltenni. A bútorfajta speciális típusa a kanapéágy, amely ülő és fekvőbútorként is funkcionálhat.

## Története

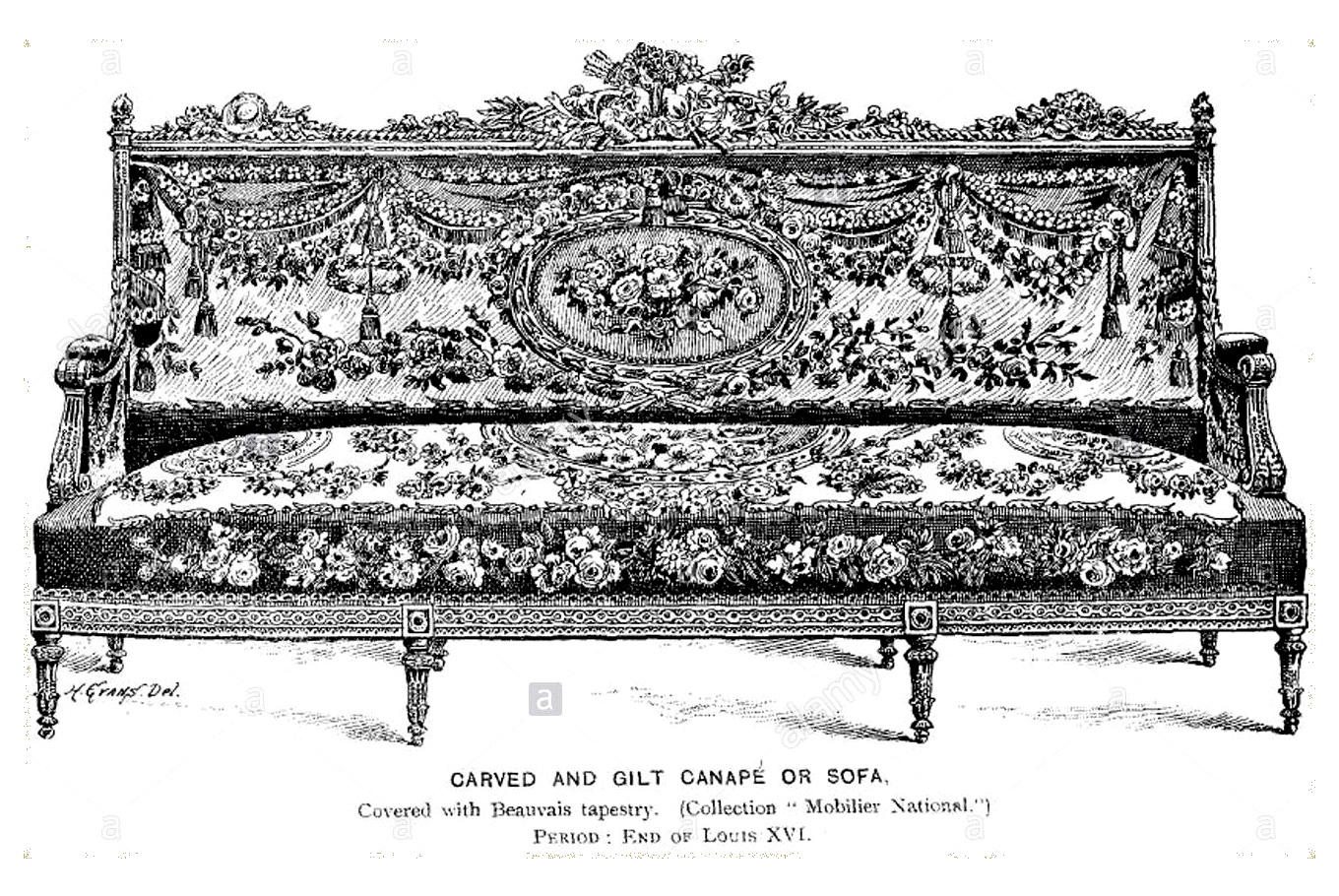
XVI. Lajos korabeli faragott és aranyozott kanapé, beauvaisi kárpittal borítva

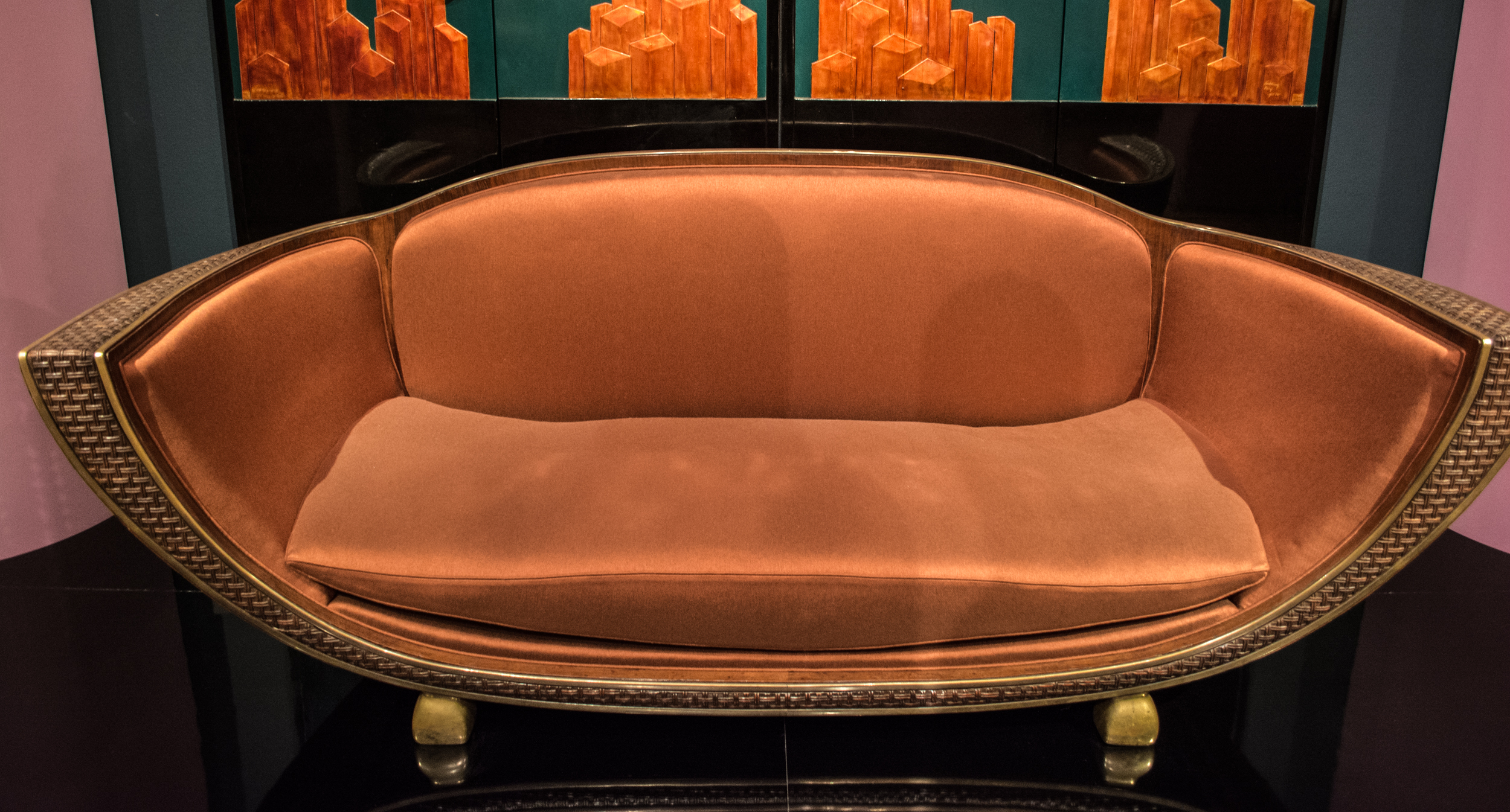
Gondola kanapé az 1920-as 1930-as évekből, Cleveland, Ohio

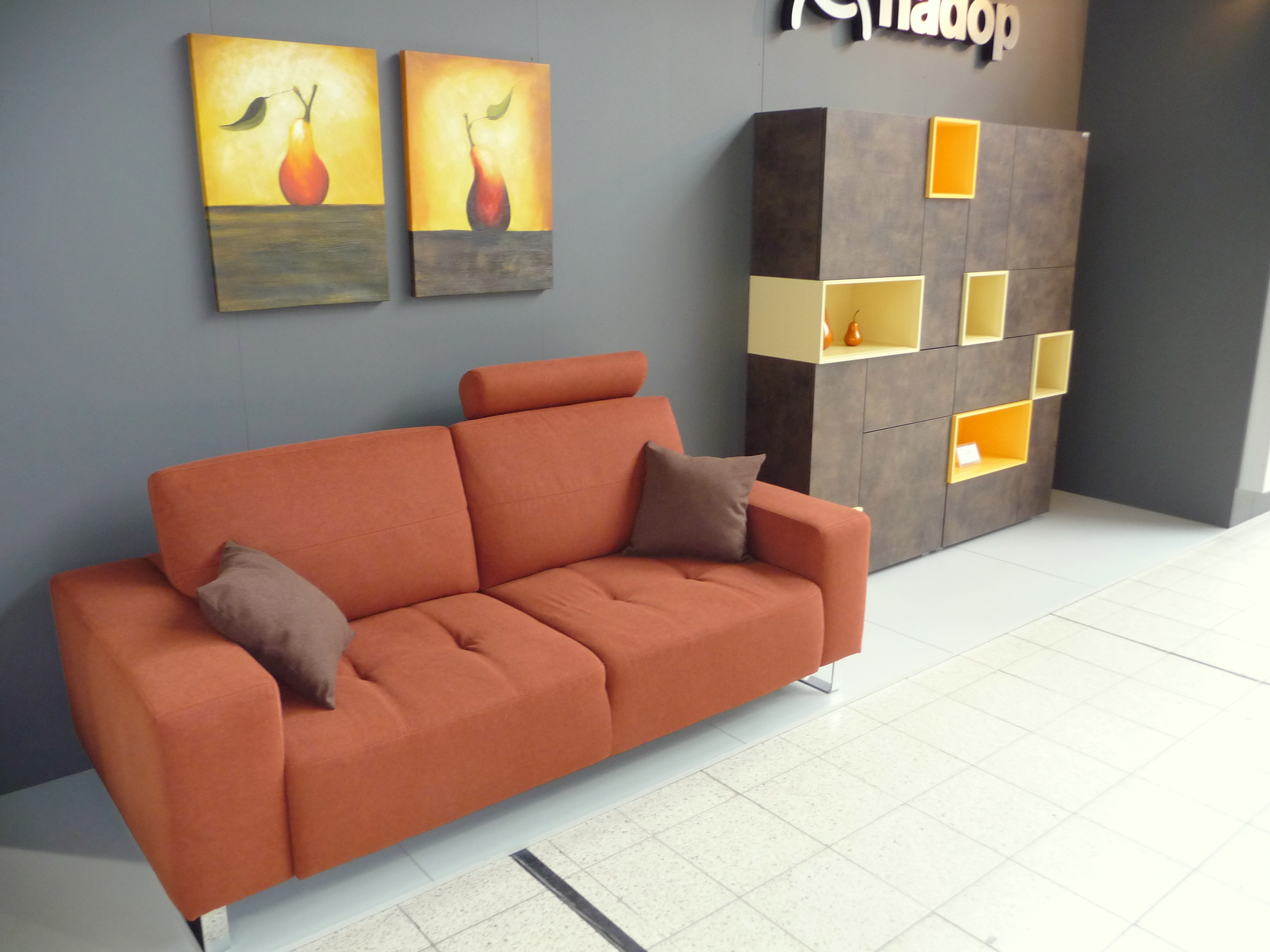
Modern kanapé, Brno, 2011

Az ősember faágakat, avart, száraz füvet helyezett halomba és arra feküdt le. Később ezt a fekhelyet állatbőrökkel takarta le. Az ókori közel-keleti civilizációkban jelent meg az ágy az időszámításunk előtti 30. században, Egyiptomban jelentek meg az első kezdetleges fekhelyek és gazdagon díszített kanapék, amelyeket az uralkodók számára készítettek. A mai modern ülőbútorok, köztük a kanapé klasszikus formái a görög, majd a római kultúrában fogantak. Az ókori ágy ülőhelyként is funkcionált. Nagyobb összejövetelek alkalmával a vendégek az uralkodó ágya mellett kaptak kényelmes ülőhelyet. A görögök és rómaiak is követték ezt a keleti szokást, és ágyaikat kanapéként használták. A reneszánsz korban elterjedt ülőbútor volt a festett, fából készült, faragott támlával és karfával ellátott, ládaszerű, kárpit nélküli cassapanca. A 17. században XIII. Lajos korától kezdődően ezt a hagyományt a kényelem fokozásának igényével alakítottak tovább Franciaországban, . A magyarok lakta területeken, a Tiszántúlon és Erdélyben elterjedt a ládás alsó részű, illetve a padágyként kialakított kanapé. Gyakran pad vagy lóca volt a kanapé neve. A kanapé mindig asztalosbútor volt, többnyire egyszínű sötétre festetten, de néhol a menyasszonyi ládák stílusában terjedt el. Sigmund Freud  kanapéja, amelyen a betegeit fogadta egy bőrrel kárpitozott Chesterfield kanapé volt.
Angliában a „Chesterfield” kifejezést először az 1800-as években használták egy kanapészerű bútor leírására. Állítólag a stílust eredetileg Lord Philip Stanhope  Chesterfield negyedik grófja rendelte meg, akiről a bőrrel borított kanapé a nevét kapta.
1920 és 1930 között, letisztult formákkal és vonalakkal megjelentek az Art déco ihlette puha borítású kanapék. Végül, a klasszikus kanapék utolsó generációja után jelentek meg minden sokszínűségükkel a ma ismert népszerű ülőbútorok. Le Corbusier francia építész, Charles Eames amerikai formatervező, Arne Jacobsen és Flemming Lassen skandináv dizájnerek forradalmian megújították a modern kanapékat, akik szép, ugyanakkor funkcionális bútorokat készítettek a tömegfogyasztás igényeinek megfelelően.